# Protomyces sonchi
Protomyces sonchi är en svampart som tillhör divisionen sporsäcksvampar, och som beskrevs av (Karl Magnus) Theodor Lindfors. Protomyces sonchi ingår i släktet Protomyces, och familjen Protomycetaceae. Arten är reproducerande i Sverige.